# Santuari de Son Corró

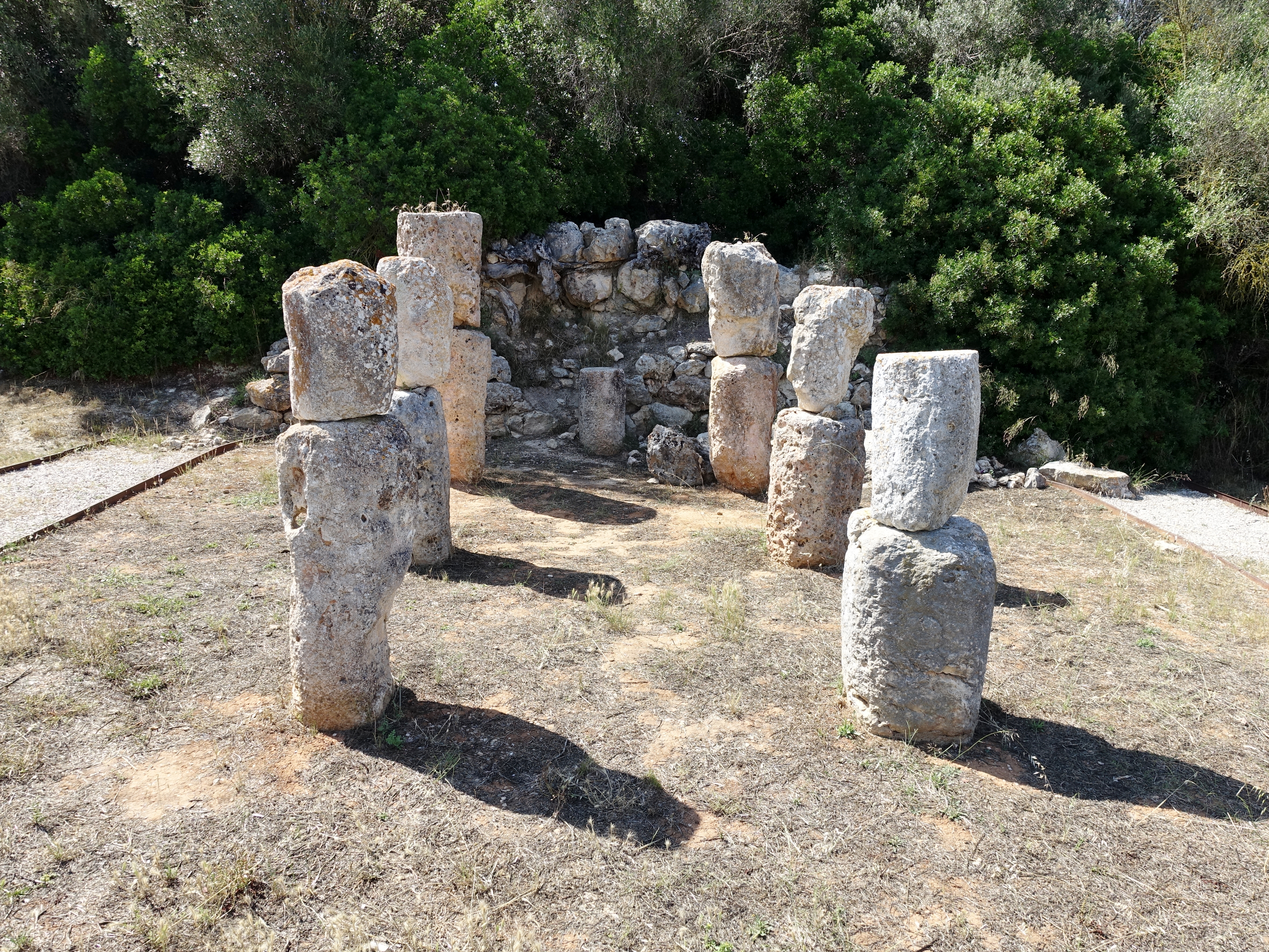
Santuari de Son Corró

Das Santuari de Son Corró (‚Heiligtum von Son Corró‘) ist ein prähistorisches Heiligtum auf der spanischen Baleareninsel Mallorca. Es befindet sich im Gemeindegebiet von Costitx in der Region (Comarca) Pla de Mallorca. Das Bauwerk wird dem eisenzeitlichen Posttalaiotikum nach 550 v. Chr. zugeordnet, der Phase nach dem Ende der Talaiot-Kultur (auch Talayot-Kultur) auf Mallorca.

## Lage
Das Santuari de Son Corró befindet sich auf etwa 95 Metern Höhe über dem Meeresspiegel am Südosthang eines 107 Meter hohen Hügels im Gebiet von Son Corró, am Rande eines etwa 5 Meter tiefer gelegenen Feldes. Die Entfernung zum Zentrum des Ortes Costitx im Osten beträgt 1,5 Kilometer, die zum Zentrum des Nachbarortes Sencelles im Westen 3,1 Kilometer. Die Gemeindegrenze liegt 730 Meter westlich des Heiligtums, das auf der Landstraße MA-3121 (Höhe Kilometer 2,8) zu erreichen ist, die Costitx mit Sencelles verbindet und 70 Meter südlich des Santuaris de Son Corró vorbeiführt. Etwa 400 Meter im Westen und 500 Meter im Norden beschreibt der nach Norden abfließende Sturzbach Torrent de Pina einen Bogen um den Standort des Heiligtums.

## Beschreibung

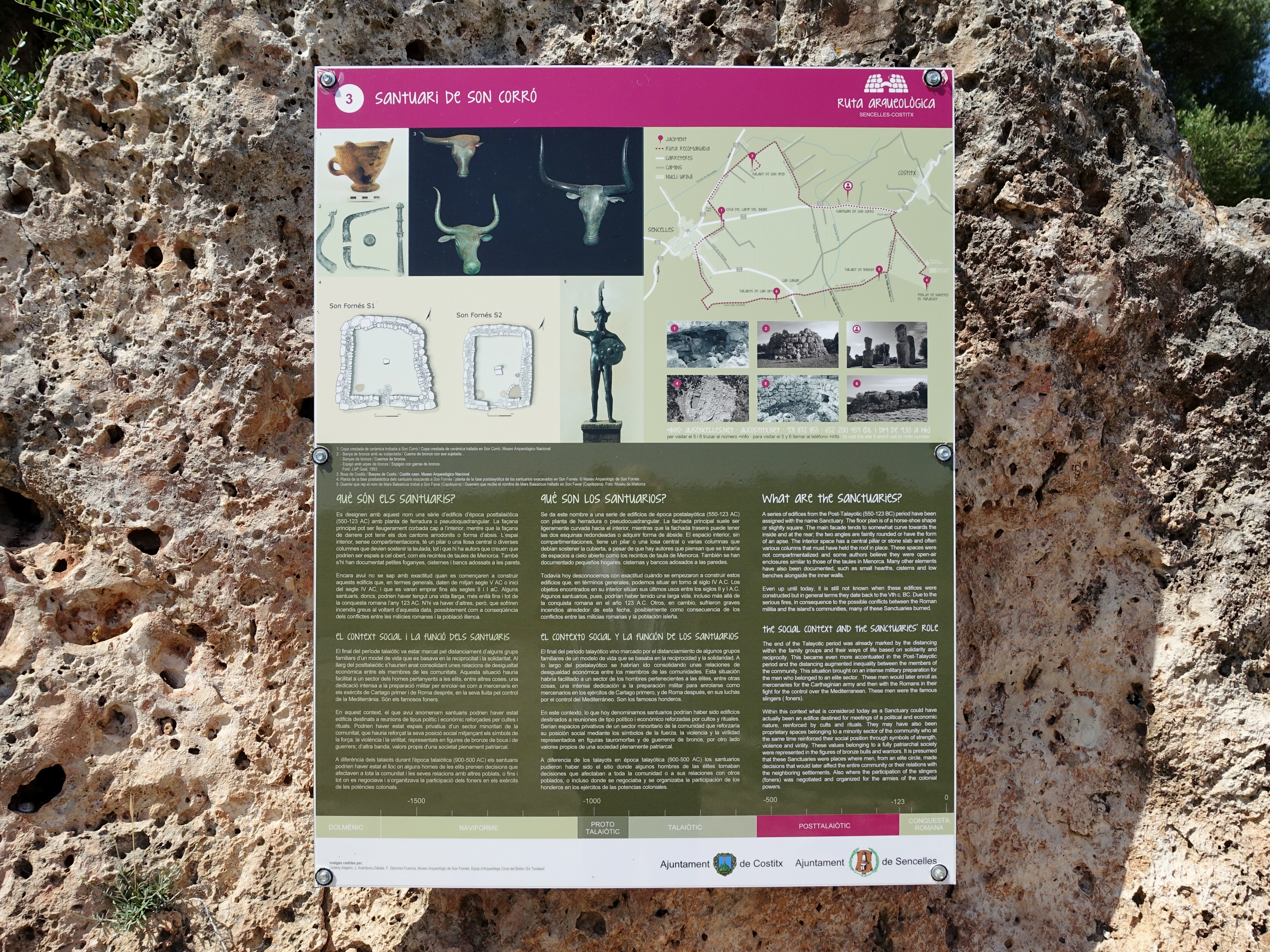
Hinweisschild vor dem Heiligtum

Das Santuari de Son Corró besteht aus Resten einer als Trockenmauerwerk errichteten Außenmauer und sechs rekonstruierten Säulen vor einem Altarbereich. Das 84,5 m² große Innere des Heiligtums misst 10,30 Meter in der Länge und ist 8,20 Meter breit. Der Verlauf der fehlenden Seitenwände wird durch Schienen im Erdboden angedeutet. Die Rekonstruktion der Mittelsäulen in den 1990er Jahren aus den aufgefundenen 13 Säulentrommeln war umstritten. Je 2 Säulentrommeln wurden aufeinandergesetzt, die 13. steht im Altarraum. Die Errichtung des Heiligtums wird in die Zeit vom 4. bis zum 2. Jahrhundert v. Chr. datiert.

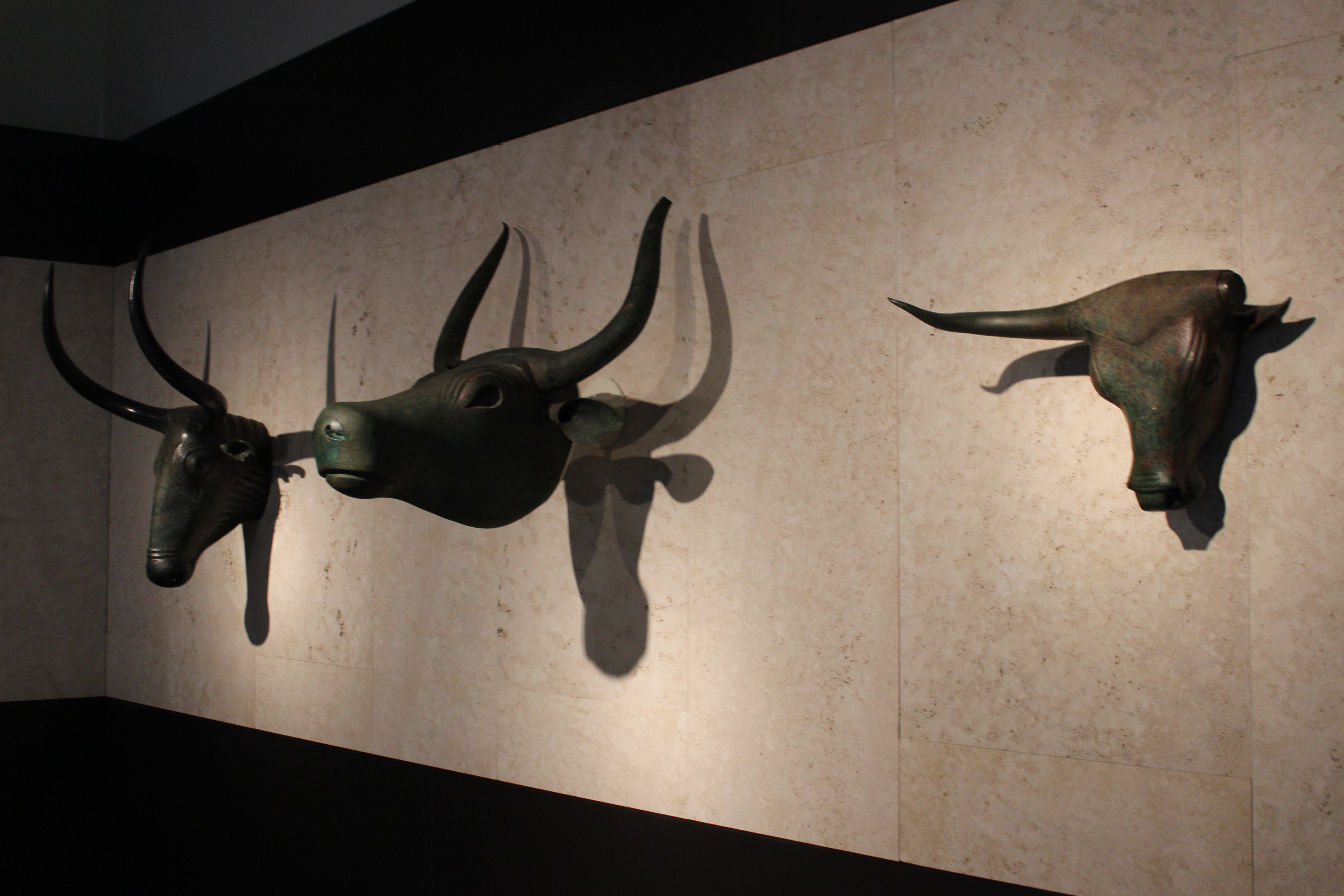
Stiere von Costitx

Anfang Mai 1895 entdeckten Arbeiter bei der Entfernung von Steinen am Rande eines Feldes der Finca Son Corró zwei bronzene Stierköpfe, katalanisch Caps de Bou. Später wurde noch ein dritter Stierkopf gefunden. Daraufhin untersuchten die Archäologen Bartomeu Ferrà i Perelló, im Jahr 1880 Mitbegründer der Societat Arqueològica Lul·liana, und Gabriel Llabrés i Quintana den Fundort, der sich als posttalaiotisches Heiligtum herausstellte.

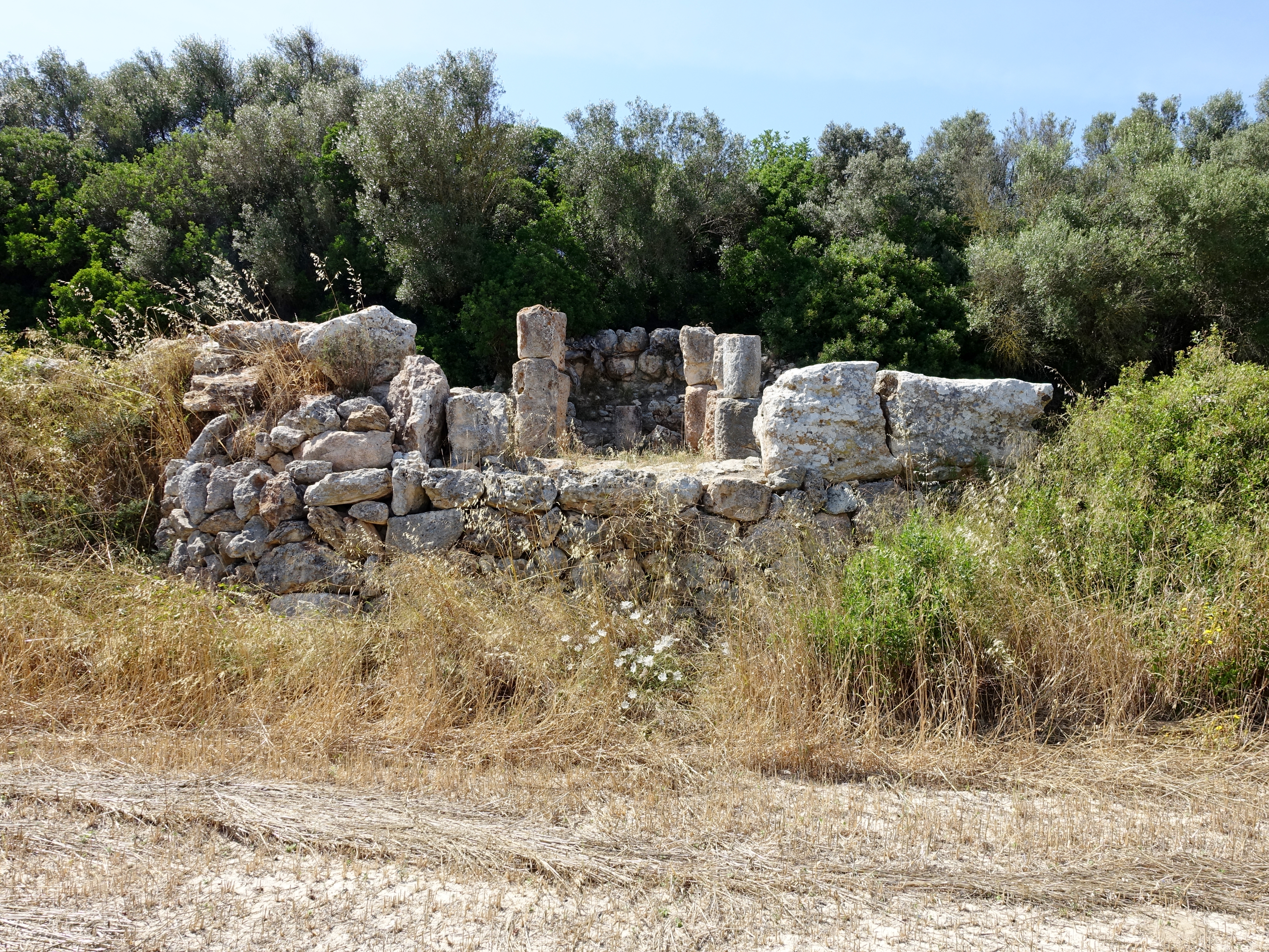
Südostansicht des Heiligtums

Nach damaligem Recht gehörten die Funde Joan Vallespir i Serra, dem Besitzer der Finca, auf der die Stierköpfe entdeckt wurden. Der Staat hatte das Recht, Fundstücke zu einem „fairen Preis“ zu erwerben. Vallespir schätzte den Wert der drei Caps de Bou auf 3500 Peseten. Ferrà und Llabrés versuchten zunächst, die Fundstücke für die Provinzialregierung von Mallorca zu erwerben. Da der geforderte Preis dafür zu hoch angesetzt war, vermittelten die beiden Archäologen den Erwerb durch die spanische Regierung, um einen Verkauf ins Ausland zu verhindern. Am 30. November 1895 kamen die Stiere von Costitx (Bous de Costitx) ins Archäologische Nationalmuseum von Madrid. Inzwischen dringt die Gemeinde Costitx auf eine Rückkehr der Stierköpfe und eine Ausstellung im Museu de Mallorca, zumindest in den Sommermonaten.
Im Zuge einer erneuten Ausgrabung des archäologischen Fundplatzes und anschließenden Restaurierung des Heiligtums unter der Leitung von Guillem Rosselló i Bordoy erwarb die Gemeinde Costitx 1995 einen schmalen Streifen des Grundstücks, auf dem sich das Santuari de Son Corró befindet. Die 13 Säulentrommeln lagen vor der Restaurierung ungleichmäßig auf der Grundfläche der Fundstätte verteilt, der größere Teil von ihnen im östlichen Bereich. Im Hinblick auf die Anordnung der Säulentrommeln gibt es verschiedene Auffassungen. Im Gegensatz zur Interpretation einer liturgischen Aufstellung vertrat Rosselló die Ansicht, sie als architektonische Teile einer ehemaligen Überdachung des Heiligtums aufzufassen. Entsprechend setzte er bei der Restaurierung je zwei Trommeln aufeinander, verbunden durch einen Metallstift in der Mitte. Im Jahr 2010 wurde das Heiligtum unter der Leitung der Archäologen Magdalena Serra und David Javaloyas gereinigt und saniert.

Ansichten des Heiligtums
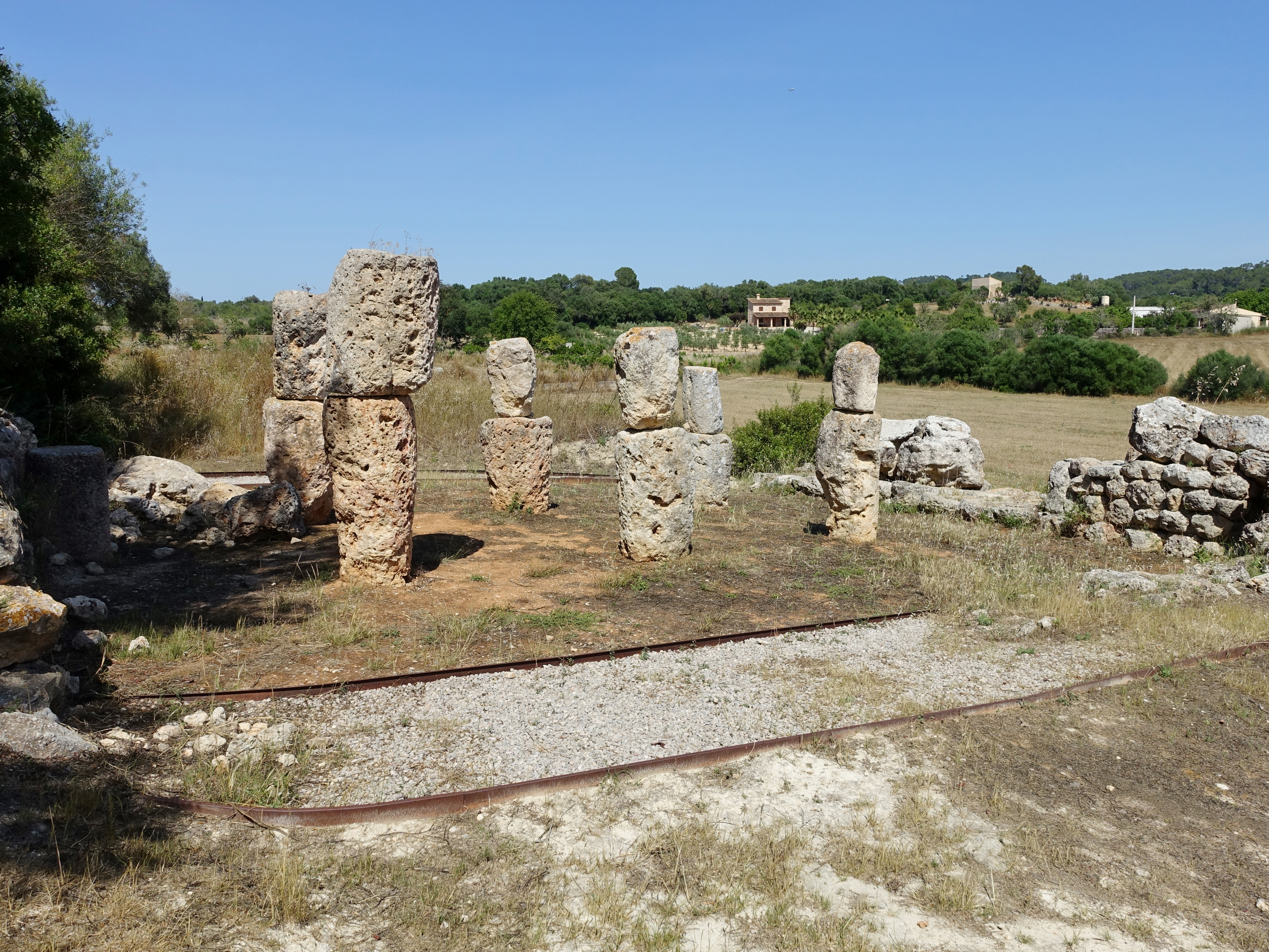
Südwestseite
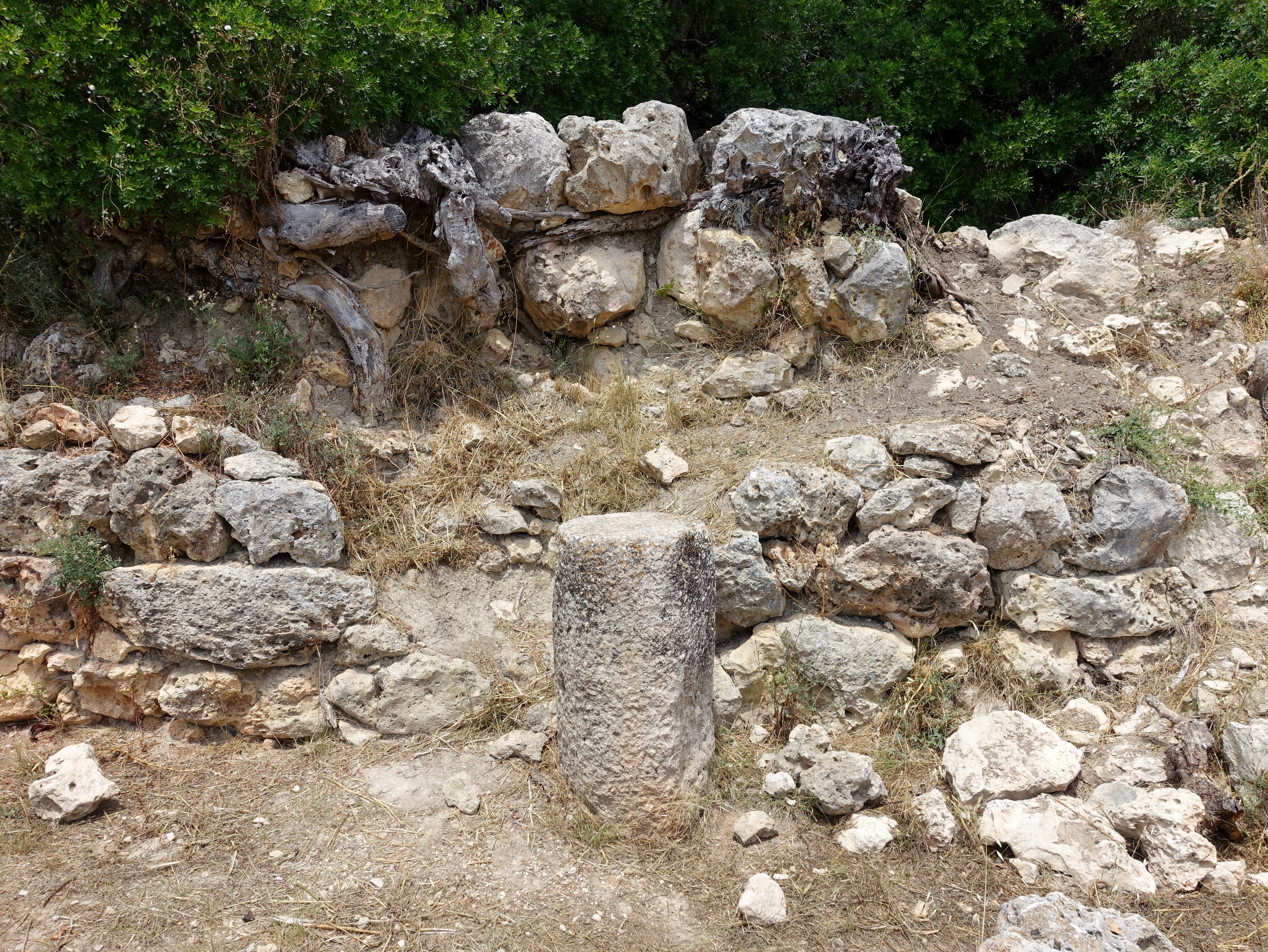
Altarbereich
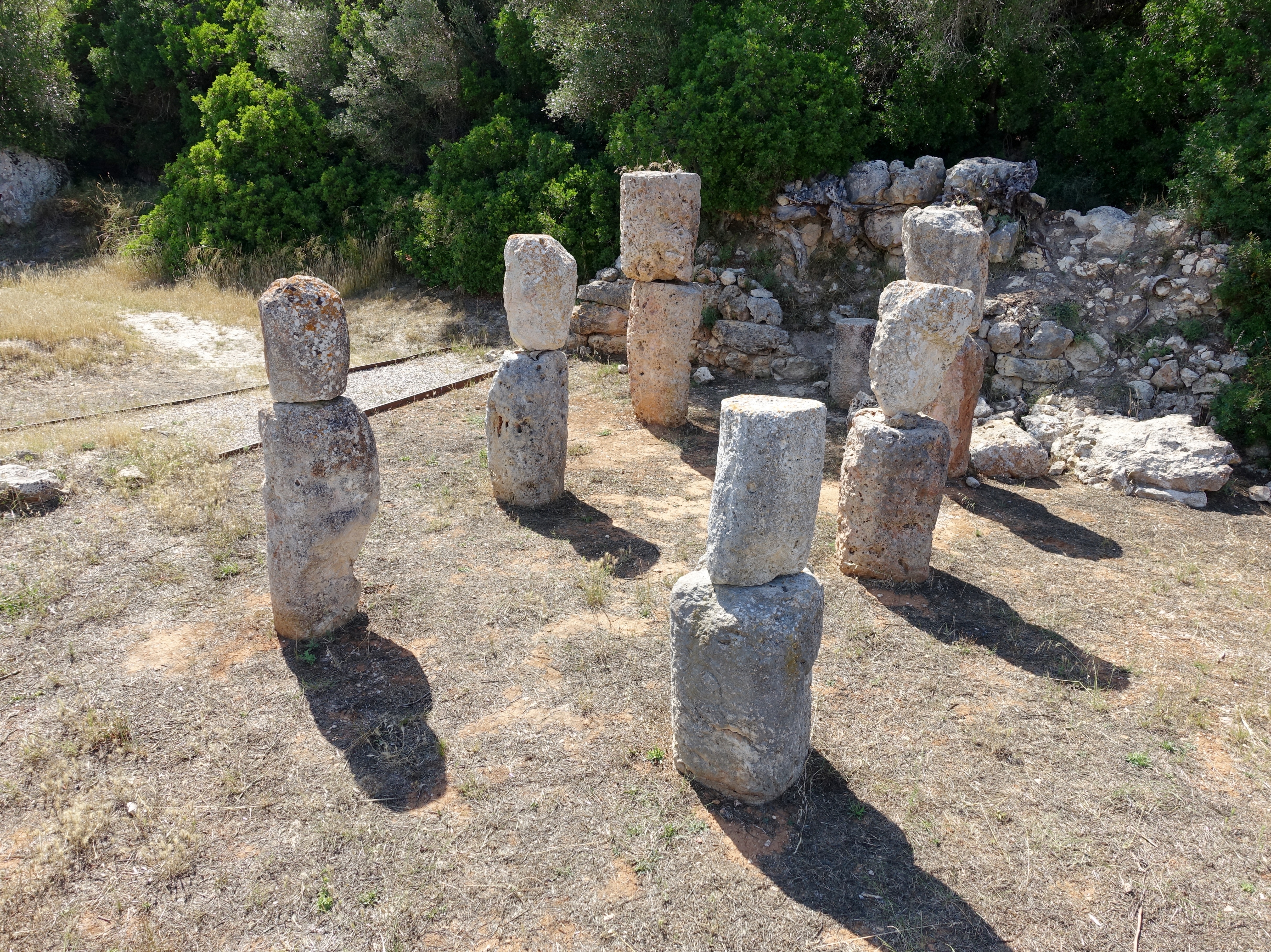
Ostansicht
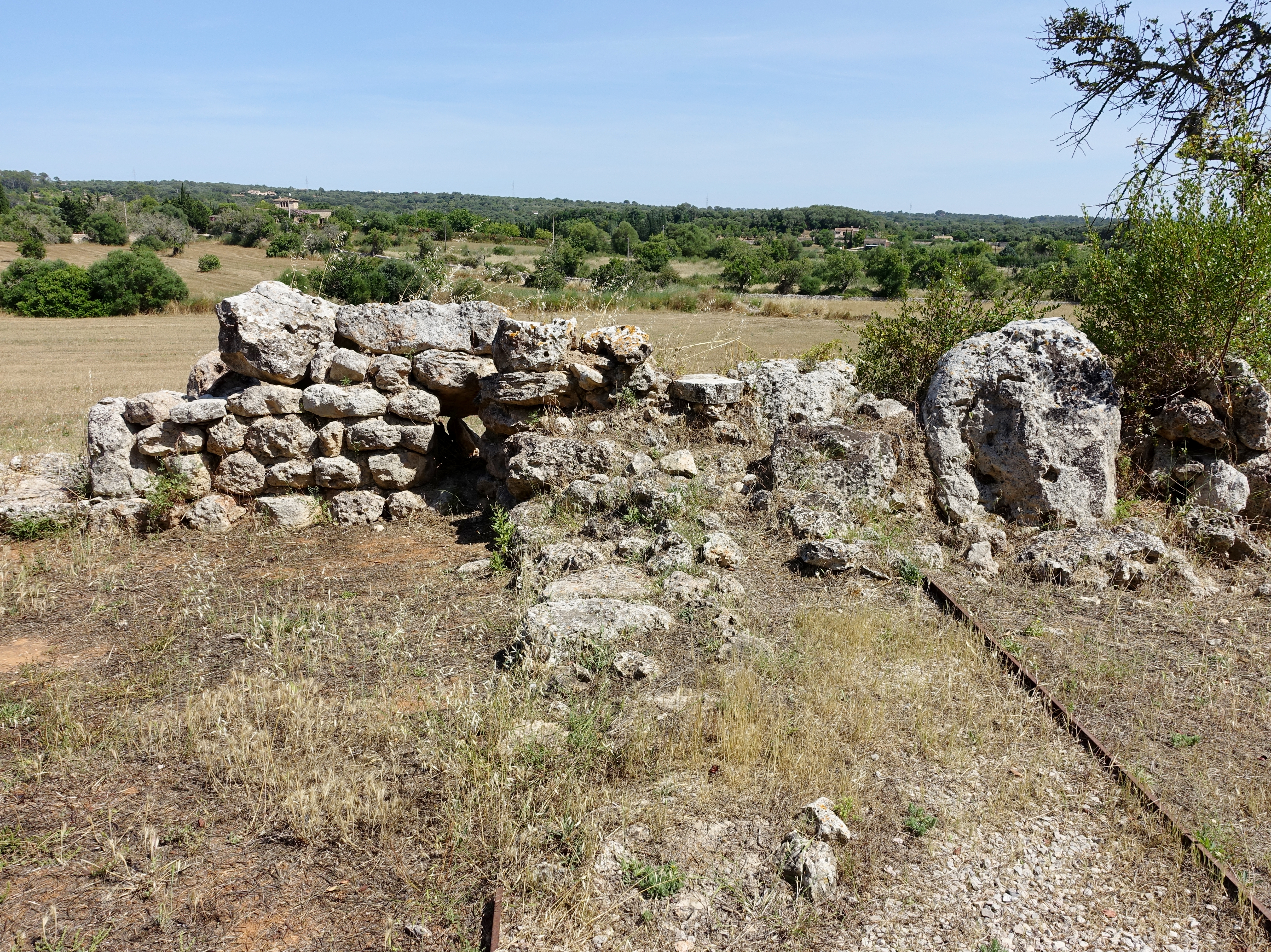
Mauerreste